# Sternotomis burgeoni
Sternotomis burgeoni là một loài bọ cánh cứng trong họ Cerambycidae.